# Giuseppe Bertolucci
Giuseppe Bertolucci (ur. 27 lutego 1947 w Parmie, zm. 16 czerwca 2012 w Tricase) – włoski reżyser i scenarzysta filmowy. Autor ponad 30 filmów fabularnych, dokumentalnych i krótkometrażowych.
Syn poety Attilia Bertolucciego, młodszy brat reżysera Bernarda Bertolucciego. Jego film Słodki odgłos życia (1999) zaprezentowany został w sekcji "Cinema del Presente" na 56. MFF w Wenecji. Rok później reżyser zasiadał w jury konkursu głównego na 57. MFF w Wenecji (2000), a podczas kolejnej edycji festiwalu jego obraz Chyba miłość (2001) był filmem otwarcia tej prestiżowej imprezy.